# デビン・ブッカー
デビン・アルマニ・ブッカー（Devin Armani Booker, 1996年10月30日 - ）は、アメリカ合衆国ミシガン州グランドラピッズ出身のプロバスケットボール選手。NBAのフェニックス・サンズに所属している。ポジションは主にシューティングガード。

## 経歴

### 幼少期
ブッカーはヴェロニカ・グティエレスとメルヴィン・ブッカーの子である。父メルヴィンは、ミズーリ大学男子バスケットボールチームのポイントガードであったとき、1994年のビッグエイトカンファレンスの最優秀選手に選出されたことで知られている。メルヴィンがCBAのグランドラピッズ・フープスの選手としてプレイしており、そのミシガン州グランドラピッズはヴェロニカのホームタウンであったので、ヴェロニカとメルヴィンは出会ったのである。ブッカーはグランドラピッズで生まれ育った。メキシコ系およびプエルトリコ系アメリカ人である母親と生活する一方、父親はプロ・バスケットボール選手としてのキャリアを国際的に追求していた。ブッカーは夏休みを利用して父を定期的に訪ねた。ブッカーは、バスケットボールIQの高い父親からバスケットボールを教えられた。ミドルスクール時代、ブッカーは将来NBA選手となったディアンジェロ・ラッセルおよびタイラー・ユリスと友達になった。

### ハイスクール・カレッジ

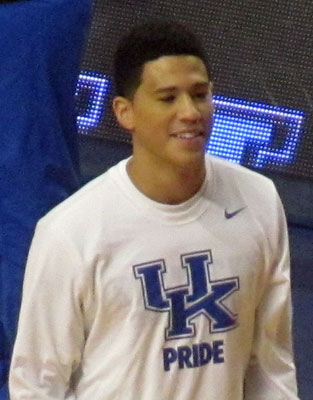
2014年のブッカー

ミシシッピ州のモスポイント高校時代の2014年にマクドナルド・オール・アメリカンゲームのメンバーに選出されるなど、有望株として注目されていたブッカーは、大学は名門ケンタッキー大学に進学、1年生ながらシックスマンの役割を担い、NCAAの2014-15シーズンの公式戦の全38試合全てベンチ出場ながら平均10得点を記録。SECのシックスマン賞などを受賞し、2015年4月に2015年のNBAドラフトにアーリーエントリーを表明した。

### NBA
ドラフトでは1巡目13位という高評価を受けてフェニックス・サンズから指名された。

#### 2015-16シーズン
2015年10月28日、19歳の誕生日を迎える直前の2015-16シーズン開幕戦のダラス・マーベリックス戦で早速公式戦初出場を果たし、14得点、3アシストを記録。2016年1月2日のサクラメント・キングス戦で21得点を記録し、コービー・ブライアント、トレイシー・マグレディ、レブロン・ジェームズ、ケビン・ガーネット、ケビン・デュラント、ドワイト・ハワードらに次ぐ10代の選手が1試合19得点以上を記録した選手となった。その後もブッカーは先発に定着し、平均13.8得点を記録するなど活躍し、2015-16シーズンのNBAオールルーキーチームの1stチームに選出された。

#### 2016-17シーズン
2016年11月4日のニューオーリンズ・ペリカンズ戦で38得点。更に6日のロサンゼルス・レイカーズ戦で39得点と、2試合連続で自己最多得点を更新。2017年1月14日のメキシコシティのアレナ・シウダ・デ・メヒコで開催されたサンアントニオ・スパーズ戦でも39得点を記録し、108-105の勝利に導いた。2017年3月24日のボストン・セルティックス戦では70得点を記録し、リーグ史上6人目となる "1試合70得点" を達成した。

#### 2017-18シーズン
2017年11月6日のブルックリン・ネッツ戦でレブロン・ジェームズ、ケビン・デュラント、カーメロ・アンソニーに次ぐ、リーグ史上4番目の若さで、通算3000得点に到達した。2018年2月17日に行われたオールスターゲーム前夜祭のスリーポイント・コンテストに出場した。コンテストを勝ち進んだブッカーはファイナルラウンドで20/25のシュートを決め新記録となる28点を記録、初優勝した。2月26日に行われたニューオーリンズ・ペリカンズ戦で40得点、10リバウンドを記録、試合はペリカンズに125-116で敗れた。2月28日に行われたメンフィス・グリズリーズ戦で34得点を記録、試合はサンズが110-102で勝利した。3月2日に行われたオクラホマシティ・サンダー戦で39得点を記録、レブロン・ジェームズ、ケビン・デュラントに次ぐ史上3番目の若さ（21歳123日）で通算4000得点に到達した。試合はサンダーに124-116で敗れた。また、この試合でブッカーは4試合連続で30得点以上を記録したことになり、サンズの選手が4試合連続で30得点以上を記録したのは2004年12月のアマーレ・スタウダマイアー以来となった。オフに2019年からの5年総額1億5800万ドルのマックス契約でサンズと契約延長した。

#### 2018-19シーズン
2018年3月14日の練習で右手第5中手指節関節を骨折し、9月10日に手術を受け、6週間の離脱を余儀なくされた。10月17日のダラス・マーベリックスとの開幕戦には間に合い、35得点を記録するなど、121-100で勝利した。シーズンを通して、ブッカーはハムストリングの緊張で6試合を欠場するなど故障に苦しむ中、複数の試合で30得点以上を記録した。1月24日にブッカーはレブロン・ジェームズ、ケビン・デュラント、カーメロ・アンソニー、ドワイト・ハワードに続くNBA史上5番目に若い、通算5000得点に到達した。

#### 2019-20シーズン
2019年11月23日のミネソタ・ティンバーウルブズ戦にて、35得点、キャリアハイの12リバウンド、9アシストを記録し、100-98で勝利した。1月5日のメンフィス・グリズリーズ戦で40点を記録するなど、2019年12月27日から2020年1月7日までの期間でブッカーは7試合連続で30点以上を記録した。この連続記録はそれまでチャーリー・スコットが2回、チャールズ・バークレーが1回記録していた連続30得点以上のフランチャイズ記録を塗り替えた。また、12月28日から1月7日までの連戦で、1983-84シーズン以来となる、6試合連続で30得点以上・6アシスト以上・シュート成功率47%のパフォーマンスを記録した唯一の選手となった。2020年2月13日、ダミアン・リラードがオールスター前日に鼠径部の負傷をしたため、代役としてオールスターゲームに選出された。
2020年のNBAバブルでは、シーズン残り8試合を全試合勝利し、2009-10シーズン以来の8連勝達成に貢献した。バブルでブッカーは1試合平均31点を記録し、シーディングゲームMVP（NBAのレギュラーシーズン再開試合において、総合的に最も優れた成績を収めた選手に与えられた賞）の候補に挙げられた他、オールシーディングゲームチームのファーストチームにも選出された。

#### 2020-21シーズン
2021年1月22日のデンバー・ナゲッツ戦にて、130-126の延長戦の末敗れてしまったが、通算8000得点を達成した。2月1日のダラス・マーベリックス戦で復帰し、試合終了まで残り1.5秒のところでウィニングショットの3ポイントを沈め、またキャリア通算700本の3ポイントを達成し、109-108で勝利した。その2日後のニューオーリンズ・ペリカンズ戦でダン・マーリーが保持するサンズの歴代得点ランキングを抜き、10位に浮上した。2月8日のクリーブランド・キャバリアーズ戦でシーズンハイの36得点を記録し、119-113で勝利した。その後、2月13日にフィラデルフィア・76ers戦でもシーズンハイに並ぶ得点を記録し、120-111で勝利するなど、2月15日には2021年2月8日から14日の期間において、キャリア初のウェスタン・カンファレンス週間MVPに選出された。
2月24日、アンソニー・デイビスの代役として、2年連続オールスターゲームに選出された。

## 代表歴
母親の民族的出自のため、ブッカーはミキシコ代表およびアメリカ合衆国代表から興味を持たれていた。ブッカーは2016年オリンピックアメリカ代表（英語版）に向けた選抜チームにでプレイした。2020年2月、ブッカーは2024年オリンピックアメリカ代表（英語版）の最終候補に指名された。しかしながら、オリンピックは新型コロナウイルス感染症の世界的流行のために2021年に延期された。2021年、ブッカーとチームUSAは男子バスケットボールで金メダルを勝ち取った。ブッカーは2024年パリオリンピックのための2024年オリンピックアメリカ代表（英語版）に指名された。ブッカーはチームUSAで、8月10日に金メダルを勝ち取る道を導く重要な役割を演じ、ヘッドコーチスティーブ・カーは大会を通じたブッカーの貢献を「非公式のMVP（unsung MVP）」だと称した。

## プレイスタイル
高いシュート力を武器に戦う、スコアラー。ミドルレンジ、スリーポイントともに優れたシュートタッチに加え、ハンドリングやフットワークなどの力も高い。状況に応じてインサイドへ切り込んで得点することも可能。スイッチが入ったら止められないタイプの選手で、70得点や2試合続けて60得点を取るなど、スコアラーとしてのポテンシャルが高い。オフェンスにおいてはコービー・ブライアントに近いプレイスタイル。
勝てないエースのイメージが強かったが、クリスポール加入後はチームは常勝チームとなり、勝てないイメージを払拭。チームが強豪になってからは、クラッチタイムのパフォーマンスも高く評価されており、クラッチプレイヤーとしても高い能力を持っている。
DF力は低いが、2021-22シーズンでは平均1.1スティールを記録し、改善が見られている。

## 個人成績

### NBA

#### レギュラーシーズン
| シーズン     | チーム       | GP  | GS  | MPG  | FG%  | 3P%  | FT%  | RPG | APG | SPG | BPG | PPG  |
| ------------ | ------------ | --- | --- | ---- | ---- | ---- | ---- | --- | --- | --- | --- | ---- |
| 2015–16      | PHX          | 76  | 51  | 27.7 | .423 | .343 | .840 | 2.5 | 2.6 | .6  | .3  | 13.8 |
| 2016–17      | PHX          | 78  | 78  | 35.0 | .423 | .363 | .832 | 3.2 | 3.4 | .9  | .3  | 22.1 |
| 2017–18      | PHX          | 54  | 54  | 34.5 | .432 | .383 | .878 | 4.5 | 4.7 | .9  | .3  | 24.9 |
| 2018–19      | PHX          | 64  | 64  | 35.0 | .467 | .326 | .866 | 4.1 | 6.8 | .9  | .2  | 26.6 |
| 2019–20      | PHX          | 70  | 70  | 35.9 | .489 | .354 | .919 | 4.2 | 6.5 | .7  | .3  | 26.6 |
| 2020–21      | PHX          | 67  | 67  | 33.9 | .484 | .340 | .867 | 4.2 | 4.3 | .8  | .2  | 25.6 |
| 2021–22      | PHX          | 68  | 68  | 34.5 | .466 | .383 | .868 | 5.0 | 4.8 | 1.1 | .4  | 26.8 |
| 2022–23      | PHX          | 53  | 53  | 34.6 | .494 | .351 | .855 | 4.5 | 5.5 | 1.0 | .3  | 27.8 |
| 2023–24      | PHX          | 68  | 68  | 36.0 | .492 | .364 | .886 | 4.5 | 6.9 | .9  | .4  | 27.1 |
| 2024–25      | PHX          | 75  | 75  | 37.3 | .461 | .332 | .894 | 4.1 | 7.1 | .9  | .2  | 25.6 |
| 通算         | 通算         | 673 | 648 | 34.4 | .464 | .354 | .873 | 4.0 | 5.2 | .9  | .3  | 24.4 |
| オールスター | オールスター | 3   | 0   | 22.7 | .475 | .150 | ---  | 4.3 | 3.0 | 2.0 | .3  | 13.7 |

#### プレーオフ
| シーズン | チーム | GP | GS | MPG  | FG%  | 3P%  | FT%  | RPG | APG | SPG | BPG | PPG  |
| -------- | ------ | -- | -- | ---- | ---- | ---- | ---- | --- | --- | --- | --- | ---- |
| 2021     | PHX    | 22 | 22 | 40.4 | .447 | .321 | .905 | 5.6 | 4.5 | .8  | .2  | 27.3 |
| 2022     | PHX    | 10 | 10 | 36.6 | .451 | .431 | .887 | 4.8 | 4.4 | .5  | .4  | 23.3 |
| 2023     | PHX    | 11 | 11 | 41.7 | .585 | .508 | .866 | 4.8 | 7.2 | 1.7 | .8  | 33.7 |
| 2024     | PHX    | 4  | 4  | 41.5 | .492 | .350 | .951 | 3.3 | 6.0 | 1.8 | .3  | 27.5 |
| 通算     | 通算   | 47 | 47 | 40.0 | .486 | .389 | .899 | 5.1 | 5.3 | 1.0 | .4  | 28.0 |

### カレッジ
| シーズン | チーム       | GP | GS | MPG  | FG%  | 3P%  | FT%  | RPG | APG | SPG | BPG | PPG  |
| -------- | ------------ | -- | -- | ---- | ---- | ---- | ---- | --- | --- | --- | --- | ---- |
| 2014-15  | ケンタッキー | 38 | 0  | 21.5 | .470 | .411 | .828 | 2.0 | 1.1 | .4  | .1  | 10.0 |

## その他
- 父のメルビンも元バスケットボール選手で、ヒューストン・ロケッツやゴールデンステート・ウォリアーズに所属していた経験かある。
- ブッカーがドラフトエントリーした2015年のNBAドラフトには、ケンタッキー大学から多くの選手がエントリーしており、カール＝アンソニー・タウンズ、ウィリー・コーリー＝ステイン、トレイ・ライルズ、ダカリ・ジョンソン、アンドリュー・ハリソン、アーロン・ハリソンなどがエントリーを表明した。
- 憧れの選手はコービー・ブライアントで、コービー現役最終年の2016年3月23日が最初で最後の対決となった。試合後にコービーからサインと「Be Legendary（伝説になれ）」というメッセージが書かれたバッシュをプレゼントされた。コービーが急逝した2020年に「Be Legendary」のタトゥーを右腕に入れた。これが人生で初めてのタトゥーであった。
- バッシュはコービーのシグネチャーモデル「NIKE KOBE」シリーズを愛用している。
- プライベートでeスポーツチームに所属し、『コール オブ デューティ』の大会への参加経験がある。2020年4月、新型コロナウイルス感染拡大の影響でNBAが中断しているときに開催されたNBAオフィシャルゲーム『NBA 2K20（英語版）』の大会「NBA 2K プレイヤーズ トーナメント」では、16選手が参加する中、毎回2桁得失点差で勝つという圧倒的な強さで優勝した[36]。